# Список президентов Сейшельских Островов
Список президентов Сейшельских Островов включает лиц, являвшихся главой государства Сейшельских Островов после обретения ими независимости в 1976 году.
В настоящее время главой государства и правительства является Президент Республики Сейшельские Острова (англ. President of the Republic of Seychelles, фр. Président de la République des Seychelles, сейш. Prezidan Larepiblik Sesel). Согласно действующей редакции конституции, президент избирается всенародным голосованием на 5 лет с правом однократного переизбрания. Глава государства является гарантом нормального и непрерывного функционирования государственных органов, национальной независимости и территориальной целостности, следит за сохранением и уважением национального суверенитета как внутри страны, так и за её пределами, является гарантом национального единства. В случае вакантности поста обязанности президента исполняет вице-президент.
Использованная в первом столбце таблиц нумерация является условной; также условным является использование в первом столбце цветовой заливки, служащей для упрощения восприятия принадлежности лиц к различным политическим силам без необходимости обращения к столбцу, отражающему партийную принадлежность. В столбце «Выборы» отражены состоявшиеся выборные процедуры или иные основания получения полномочий. Для удобства список дополнен разделом «Обзор», призванным пояснить особенности политической жизни страны.

## Обзор
В 1964 году на Сейшельских островах, являвшихся британской колонией, появились первые политические партии — Объединённая партия народа Сейшельских Островов (ОПНС) во главе с Франсом-Альбером Рене, выступавшим за независимый статус архипелага, и оппозиционная ей Сейшельская демократическая партия (СДП; лидер — Джеймс Мэнчем), ставившая главной целью сближение с Великобританией. В 1967 году была принята конституция, проведены выборы в Законодательное собрание (4 из 8 мест заняла СДП, также получавшая большинство мест в 1970 и 1974 годах). В 1970 году были сделаны поправки к конституции, расширившие статус островов до автономии. 29 июня 1976 года была провозглашена независимость Республики Сейшельские Острова (англ. Republic of Seychelles, фр. République des Seychelles, сейш. Repiblik Sesel).
Первым президентом страны стал лидер СДП Джеймс Мэнчем, премьер-министром — председатель ОПНС Франс-Альбер Рене. 5 июня 1977 года партийными единомышленниками Рене был осуществлён бескровный государственный переворот, в результате которого Мэнчем, отсутствовавший в стране, был свергнут, а Рене провозглашён президентом. Президент приостановил действие конституции, распустил парламент, установил однопартийную систему. Государство стало управляться Прогрессивным фронтом народа Сейшельских Островов (ПФНС, ранее — ОПНС). В марте 1979 года по результатам референдума была принята новая конституция, закрепившая однопартийность и определившая страну как «суверенную социалистическую республику». В ноябре 1981 года и в августе 1982 года были предприняты безуспешные попытки по свержению Рене и восстановлению Мэнчема на посту президента. В июне 1984 года Рене снова был переизбран на безальтернативных выборах. В декабре 1991 года президент реформировал избирательную систему, учитывая необходимость перехода республики к демократии. В соответствии с внесёнными в конституцию изменениями допускалась регистрация других политических партий. В июле 1992 года были проведены первые с 1974 года многопартийные выборы. В августе 1992 года была создана Конституционная комиссия для выработки новой конституции, текст которой был одобрен на референдуме, проведённом 18 июня 1993 года. Конституция закрепляла многопартийную систему и свободные выборы, что означало переход от социализма к демократии. 23 июля были проведены всеобщие выборы, в результате которых президентом вновь стал Рене, а ПФНС получил 21 из 22 мест в парламенте. Победа Рене и ПФНС повторялась на выборах в 1998 и 2001 годах.
В 2002 году впервые парламентские выборы проводились отдельно от президентских. ПФНС также получил большинство мест, при этом попытка оппозиции оспорить в суде результаты выборов оказалась безуспешной. В апреле 2004 года Рене досрочно ушёл в отставку, передав все полномочия главы государства вице-президенту Джеймсу Мишелю. При новом президенте ПФНС (с 2018 года — «Объединённые Сейшелы») сохранял за собой большинство мест в парламенте до всеобщих выборов в 2020 году, на которых одержала победу коалиция Сейшельский демократический союз, а президентом был избран Уовел Рамкалаван.

## Список
|            | Портрет         | Имя (годы жизни)                                                         | Полномочия      | Полномочия      | Партия | Выборы      | Пр.          |
| Начало     | Портрет         | Имя (годы жизни)                                                         | Окончание       |                 | Партия | Выборы      | Пр.          |
| ---------- | --------------- | ------------------------------------------------------------------------ | --------------- | --------------- | --- | ----------- | ------------ |
| 1          |                 | Джеймс Ричард Мари Мэнчем (1939—2017) англ. James Richard Marie Mancham  | 29 июня 1976    | 5 июня 1977     | Сейшельская демократическая партия | [ комм. 2 ] | [ 2 ] [ 3 ]  |
| 2 (I)      |                 | Франс-Альбер Рене (1935—2019) фр. France Albert René                     | 5 июня 1977     | 5 июня 1979     | Объединённая партия народа Сейшельских Островов → Прогрессивный фронт народа Сейшельских Островов → Народная партия → Объединённые Сейшелы | [ комм. 6 ] | [ 4 ] [ 3 ]  |
| и. о.      | 5 июня 1979     | Франс-Альбер Рене (1935—2019) фр. France Albert René                     | 28 июня 1979    | [ комм. 8 ]     | Объединённая партия народа Сейшельских Островов → Прогрессивный фронт народа Сейшельских Островов → Народная партия → Объединённые Сейшелы |             | [ 4 ] [ 3 ]  |
| 2 (II—VII) | 28 июня 1979    | Франс-Альбер Рене (1935—2019) фр. France Albert René                     | 18 июня 1984    | 1979            | Объединённая партия народа Сейшельских Островов → Прогрессивный фронт народа Сейшельских Островов → Народная партия → Объединённые Сейшелы |             | [ 4 ] [ 3 ]  |
| 2 (II—VII) | 18 июня 1984    | Франс-Альбер Рене (1935—2019) фр. France Albert René                     | 12 июня 1989    | 1984            | Объединённая партия народа Сейшельских Островов → Прогрессивный фронт народа Сейшельских Островов → Народная партия → Объединённые Сейшелы |             | [ 4 ] [ 3 ]  |
| 2 (II—VII) | 12 июня 1989    | Франс-Альбер Рене (1935—2019) фр. France Albert René                     | 26 июля 1993    | 1989            | Объединённая партия народа Сейшельских Островов → Прогрессивный фронт народа Сейшельских Островов → Народная партия → Объединённые Сейшелы |             | [ 4 ] [ 3 ]  |
| 2 (II—VII) | 26 июля 1993    | Франс-Альбер Рене (1935—2019) фр. France Albert René                     | 23 марта 1998   | 1993            | Объединённая партия народа Сейшельских Островов → Прогрессивный фронт народа Сейшельских Островов → Народная партия → Объединённые Сейшелы |             | [ 4 ] [ 3 ]  |
| 2 (II—VII) | 23 марта 1998   | Франс-Альбер Рене (1935—2019) фр. France Albert René                     | 4 сентября 2001 | 1998            | Объединённая партия народа Сейшельских Островов → Прогрессивный фронт народа Сейшельских Островов → Народная партия → Объединённые Сейшелы |             | [ 4 ] [ 3 ]  |
| 2 (II—VII) | 4 сентября 2001 | Франс-Альбер Рене (1935—2019) фр. France Albert René                     | 14 апреля 2004  | 2001            | Объединённая партия народа Сейшельских Островов → Прогрессивный фронт народа Сейшельских Островов → Народная партия → Объединённые Сейшелы |             | [ 4 ] [ 3 ]  |
| 3 (I—IV)   |                 | Джеймс Аликс Мишель (1944—) англ. James Alix Michel                      | 14 апреля 2004  | 1 августа 2006  | Объединённая партия народа Сейшельских Островов → Прогрессивный фронт народа Сейшельских Островов → Народная партия → Объединённые Сейшелы | [ комм. 9 ] | [ 5 ] [ 6 ]  |
| 3 (I—IV)   | 1 августа 2006  | Джеймс Аликс Мишель (1944—) англ. James Alix Michel                      | 24 мая 2011     | 2006            | Объединённая партия народа Сейшельских Островов → Прогрессивный фронт народа Сейшельских Островов → Народная партия → Объединённые Сейшелы |             | [ 5 ] [ 6 ]  |
| 3 (I—IV)   | 24 мая 2011     | Джеймс Аликс Мишель (1944—) англ. James Alix Michel                      | 20 декабря 2015 | 2011            | Объединённая партия народа Сейшельских Островов → Прогрессивный фронт народа Сейшельских Островов → Народная партия → Объединённые Сейшелы |             | [ 5 ] [ 6 ]  |
| 3 (I—IV)   | 20 декабря 2015 | Джеймс Аликс Мишель (1944—) англ. James Alix Michel                      | 16 октября 2016 | 2015            | Объединённая партия народа Сейшельских Островов → Прогрессивный фронт народа Сейшельских Островов → Народная партия → Объединённые Сейшелы |             | [ 5 ] [ 6 ]  |
| 4          |                 | Дэнни Энтони Роллен Фор (1962—) англ. Danny Antoine Rollen Faure         | 16 октября 2016 | 26 октября 2020 | Объединённая партия народа Сейшельских Островов → Прогрессивный фронт народа Сейшельских Островов → Народная партия → Объединённые Сейшелы | [ комм. 9 ] | [ 7 ] [ 8 ]  |
| 5          |                 | Уовел Джон Чарльз Рамкалаван (1961—) англ. Wavel John Charles Ramkalawan | 26 октября 2020 | действующий     | Сейшельская национальная партия | 2020        | [ 9 ] [ 10 ] |